# Caldecott (stacja metra)
Caldecott – stacja podziemna Mass Rapid Transit (MRT) na Circle Line w Singapurze.